# Saint Maden
Pour les articles homonymes, voir Maden.
Saint Maden est un saint plus ou moins mythique de l'Armorique, qui fut le compagnon privilégié de saint Goulven.

## Hagiographie
Maden (ou Madenus), « jeune homme fort vertueux », fut le serviteur de Goulven dans son ermitage de Goulven. C'est lui par exemple qui transporta la terre se changeant en or, épisode raconté par Albert Le Grand.